# Gouvernement Fisher I
Deakin II Deakin III
Le gouvernement Fisher I est le gouvernement fédéral de l'Australie de novembre 1908 à juin 1909. C'est le sixième gouvernement depuis l'unification de l'Australie en une fédération en 1901, le deuxième gouvernement travailliste, et le premier des trois gouvernements fédéraux menés par Andrew Fisher. 
Les élections législatives fédérales de décembre 1906 avaient produit -comme les précédentes- un parlement sans majorité, et le maintien du gouvernement minoritaire formé par le Parti protectionniste d'Alfred Deakin. Le gouvernement Deakin est contraint de démissionner en novembre 1908 car le Parti travailliste ne lui accorde plus sa confiance. Andrew Fisher, ancien mineur ayant travaillé enfant dans les mines de charbon en Écosse, devient alors Premier ministre à la tête d'un gouvernement minoritaire travailliste,.
Ce gouvernement syndicaliste et ouvrier fait adopter en 1908 la loi pour la création de Canberra comme capitale fédérale, passe commande pour trois destroyers en vue de créer la Royal Australian Navy, et introduit une formation militaire obligatoire pour les jeunes hommes du pays. Ces mesures sont soutenues par l'opposition, mais lorsque le gouvernement propose un amendement constitutionnel qui permettrait au gouvernement fédéral de conditionner la protection des industries australiennes à la protection des emplois de leurs ouvriers, les partis d'opposition s'accordent à voter le 27 mai 1909 la défiance de la Chambre des représentants à l'encontre du gouvernement. Celui-ci doit alors démissionner, et une coalition majoritaire des partis d'opposition forme le gouvernement Deakin III.
La composition du gouvernement Fisher est celle-ci :
| Nom | Nom                        | Nom | Fonctions                                     | Parti        |
| --- | -------------------------- | --- | --------------------------------------------- | ------------ |
|     | Andrew Fisher              |     | Premier ministre, Ministre des Finances       | Travailliste |
|     | Billy Hughes               |     | Procureur général                             | Travailliste |
|     | Lee Batchelor              |     | Ministre des Affaires extérieures             | Travailliste |
|     | Hugh Mahon                 |     | Ministre de l'Intérieur                       | Travailliste |
|     | Josiah Thomas              |     | Maître des Postes                             | Travailliste |
|     | George Pearce (sénateur)   |     | Ministre de la Défense                        | Travailliste |
|     | Frank Tudor                |     | Ministre du Commerce extérieur et des Douanes | Travailliste |
|     | Gregor McGregor (sénateur) |     | Vice-président du Conseil exécutif            | Travailliste |
|     | James Hutchison            |     | Ministre sans portefeuille                    | Travailliste |